# Крупець (притока Сироватки)
Крупець — річка в Україні, у Сумському районі Сумської області. Ліва притока Сироватки (басейн Дніпра).

## Опис
Довжина річки приблизно 10,1 км.

## Розташування
Бере початок на північному заході від села Градське. Тече переважно на північний захід через Нижню Сироватку, селище Низи і впадає в річку Сироватку, ліву притоку Псла.

## Цікавий факт
- Річку перетинає залізниця. Відстань від річки до станції Сироватка приблизно 4 км.